# 馬克·梅蘭森
馬克·大衛·梅蘭森（英語：Mark David Melancon，1985年3月28日—）為美國職棒大聯盟的棒球選手，守備位置是投手。目前為自由球員。

## 職棒生涯
2006年在選秀會中被紐約洋基隊於第九輪第284順位選中，正式挑戰美國職棒。
2009年4月26日大聯盟初登板對波士頓紅襪隊中繼兩局無失分。
2010年7月31日，與Jimmy Paredes被交易到休士頓太空人隊，洋基隊獲得Lance Berkman。
2011年11月24日，被交易到波士頓紅襪隊，太空人隊獲得Jed Lowrie與Kyle Weiland。
2012年12月26日，與Stolmy Pimentel、Ivan De Jesus、Jerry Sands被交易到匹茲堡海盜隊，紅襪隊獲得Joel Hanrahan與Brock Holt。
2014年6月，在Jason Grilli表現不佳的情形下開始轉任終結者。2015年開季前與匹茲堡海盜隊再簽下1年540萬美元的合約。2015年7月20日對堪薩斯市皇家隊達成生涯第100次救援成功，超越Mike Williams成為海盜隊史最快達成100次救援的投手。2015年9月25日對科羅拉多洛磯隊達成單季第50次救援成功，成為海盜隊史第一人，也是該季國聯最多。
2016年，開季前又以1年965萬美金與海盜隊續約，為生涯總價值最高的合約。2016年7月31日，被交易到華盛頓國民隊，匹茲堡海盜隊則獲得Felipe Rivero與Taylor Hearn。
2016年，12月5日與舊金山巨人以4年6200萬美金。
2019年7月31日，被交易至亞特蘭大勇士隊，舊金山巨人獲得右投手Dan Winkler與右投手Tristan Beck。

## 外部連結
- 球員資訊和成績在MLB，ESPN，Baseball-Reference，Fangraphs，The Baseball Cube，Baseball-Reference (Minors)（英文）
- 馬克·大衛·梅蘭森的X（前Twitter）